# هلبرا
هلبرا (به آلمانی: Helbra) یک شهر در آلمان است که در مانسفلد-زودهارتس واقع شده‌است. هلبرا ۴٬۵۷۲ نفر جمعیت دارد.

## خواهرخوانده
شهر فیننتروپ خواهرخواندهٔ هلبرا هست.